# Eudora Welty
Eudora Alice Welty (Jackson, Misisipi, 13 de abril de 1909 - ibíd., 23 de julio de 2001), conocida como Eudora Welty, fue una escritora estadounidense que escribió novelas y cuentos sobre el Sur de Estados Unidos. Welty ganó el Premio Pulitzer en 1973 por su novela La hija del optimista (The Optimist's Daughter). Asimismo, fue galardonada con la Medalla Presidencial de la Libertad en 1980. Su hogar en Jackson (Misisipi) fue designado como un Hito Histórico Nacional y está abierto al público como un museo.

## Biografía
Welty nació en Jackson (Misisipi), hija de Chestina y de Christian Welty, maestra y ejecutivo de seguros, respectivamente. Eudora tuvo dos hermanos, Edward y Walter.
Estudió en el Mississippi State College for Women (actualmente llamado Mississippi University for Women) y posteriormente asistió a la Universidad de Wisconsin-Madison y a la Columbia Business School, en la Universidad de Columbia. Mientras estaba en la Universidad de Columbia, fue la capitana del equipo femenino de polo y frecuentaba el café de Romany Marie durante los años 1930. 
Vivió la mayor parte de su vida en el vecindario de Belhaven, en Jackson, en una casa que sus padres habían construido en 1925. Posteriormente, donaría la casa al Mississippi Department of Archives and History (Departamento de Historia y Archivos de Misisipi). La casa se preservó y se convirtió en museo tras ser declarada un Hito Histórico Nacional.

## Fotografía
Durante los años 1930, Welty trabajó como publicista para la Works Progress Administration, un trabajo que la hizo viajar por todo Misisipi. Welty aprovechaba su tiempo para tomar fotografías, especialmente las que manifestaban los efectos de la Gran Depresión. Por entonces, trató de exponer sus fotografías. Se publicaron varias colecciones, entre ellas One Time, One Place (1971) y Photographs (1989).[cita requerida]

## Carrera literaria
A partir de los años 1950, abandonó la fotografía y se dedicó completamente a escribir. Su primer cuento, "Death of a Traveling Salesman", se publicó en 1936. Su trabajo llamó la atención de la escritora Katherine Anne Porter, quien se convirtió en su mentora y escribió el prefacio para su primer libro de cuentos, Una cortina de follaje (1941). El libro convirtió a Welty en una de las nuevas figuras literarias estadounidenses. 
Su novela La hija del optimista ganó el Premio Pulitzer a la Novela en 1973. Asimismo, en 1992, recibió el Rea Award for the Short Story por sus contribuciones a los cuentos estadounidenses.[cita requerida]
Welty era miembro de la Fellowship of Southern Writers, fundada en 1987. También enseñó composición creativa en diversos talleres y universidades.[cita requerida]

## Obras

### Libros de cuentos
- Morgana: Two Stories from The Golden Apples (1988)
- The Collected Stories of Eudora Welty (1982)
- Moon Lake and Other Stories (1980)
- Thirteen Stories (1965)
- The Bride of the Innisfallen and Other Stories (1955)
- Selected Stories (1954)
- The Golden Apples (1949). En castellano, Las manzanas de oro, editadas por Cátedra en 2003 traducción de Pilar Marín.
- Music from Spain (1948)
- The Wide Net and Other Stories (1943)
- A Curtain of Green (1941). En castellano, Una cortina de follaje, editado por Anagrama en 1982 en traducción de José Manuel Álvarez Florez.
- "A Worn Path" (1940, cuento individual)
- "Death of a Traveling Salesman" (1936, cuento individual)

Traducciones: Cuentos completos en castellano editados por Lumen en 2009, traducciones de José Manuel Álvarez Florez, Ignacio Gómez Calvo, Silvia Pons Pradilla, Barbara McShane, Javier Alfaya y Ángela Pérez.

### Novelas
- The Optimist's Daughter, 1972. En castellano, La hija del optimista, editado por Impedimenta en 2010 en traducción de José C. Vales.
- Losing Battles, 1970. En castellano, Las batallas perdidas, editado por Impedimenta en 2010 en traducción de Miguel Martínez-Lage.
- The Shoe Bird (1964)
- The Ponder Heart, 1954. En castellano, El corazón de los Ponder, editado por Anagrama en 1985 en traducción de Enrique Murillo.
- Delta Wedding, 1946. En castellano, Boda en el delta, editado por Alfaguara en 2005 en traducción de César Armando Gómez Martínez.
- The Robber Bridegroom, 1942. En castellano, La novia del bandido, editado por Siruela en 1991 en traducción de Javier Fernández de Castro.

### No ficción
- 3 Minutes or Less (2001)
- The Norton Book of Friendship (1991, editora)
- One Writer's Beginnings (1983, autobiografía). Editado en castellano con el título de La palabra heredada por Montesinos en 1988 e Impedimenta en 2012 en traducción de Miguel Martínez-Lage.
- The Eye of the Story (1978)
- Three Papers on Fiction (1962)